# Convair F-102 Delta Dagger
Convair F-102 Delta Dagger byl americký záchytný stíhací letoun, určený pro každé počasí. Vyvinut byl z pokusného letounu XF-92. Letoun byl navržen tak, aby výkonnostně překonal tehdejší sovětské bombardéry, ale vývoj motoru Wright J67 a avioniky se opozdil a tak vznikl provizorní letoun, který však ve vodorovném letu nebyl schopen překonat nadzvukovou rychlost. Stroj musel být přepracován a dostal nové motory Pratt & Whitney J57.
V roce 1956, s tříletým zpožděním, byl první sériový Delta Dagger F-102A zaveden do služby. Do roku 1958 sloužily ve 26 perutích USAF, ale stále plnily funkci dočasných letounů. Během 60. let začaly být nahrazovány typy F-101 Voodoo a F-4 Phantom II a byly přeřazovány k národní letecké gardě. Poslední stroje v americké službě dosloužily v roce 1973 na základnách na Islandu a poté byly odprodány do Řecka a Turecka nebo sloužily jako bezpilotní terče. Z typu F-102 vycházel letoun F-106 Delta Dart.

## Uživatelé
- Řecko
  - Řecké vojenské letectvo
- Spojené státy americké
  - United States Air Force
    - Air National Guard
- Turecko
  - Turecké letectvo

## Varianty
- YF-102 - První prototypy.
- YF-102A - Prototypy.
- F-102A - jednomístný přepadový stíhač pro každé počasí, 889 ks postaveno.
- TF-102A - Dvoumístná cvičná verze, 111 ks postaveno.
- QF-102A - Bezpilotní terč, vyrobeno 6 ks.
- PQM-102A - Bezpilotní terč, přestavěno 65 ks z F-102A.
- PQM-102B - Bezpilotní terč, vylepšená verze, přestavěno 146 ks. Zachovává si možnost klasického letu s pilotem v kokpitu, nebo možnost ovládání vzdáleně.

## Specifikace (F-102A)

### Technické údaje
- Osádka: 1
- Rozpětí: 11,61 m
- Délka: 20,83 m
- Výška: 6,45 m
- Nosná plocha: 64,57 m²
- Zátěž křídel: 172 kg/m²
- Profil křídla: NACA 0004-65 mod root and tip
- Hmotnost prázdného stroje: 8777 kg
- Vzletová hmotnost: 11 115 kg
- Maximální vzletová hmotnost: 14 288 kg
- Pohonná jednotka: 1× proudový motor Pratt & Whitney J57-P-25 s přídavným spalováním
  - Tah: 52 kN
  - Tah s přídavným spalováním: 76,5 kN
- Zásoba paliva ve vnitřní nádrži: 4107 l
- Zásoba paliva v přídavné nádrži: 815 l
- Tah/Hmotnost: 0,7

### Výkony
- Maximální rychlost: 1304 km/h ve 12 190m
- Dostup: 16 275 m
- Stoupavost: 66 m/s
- Dolet: 2175 km

### Výzbroj
- 24× 70mm neřízené střely
- 6× raketa typu vzduch-vzduch AIM-4 Falcon
- 3× AIM-4 Falcon a 1× AIM-26 Falcon - s konvenční nebo jadernou hlavicí